# Dark Water (libro)
Dark Water es el título en inglés del libro de Koji Suzuki, publicado en Japón en 1996 bajo el título Honogurai mizu no soko kara (Kanji: 仄暗い水の底から; literalmente En las profundidades del agua oscura). El libro fue candidato a los Premios Naoki.
La colección contiene siete historias cortas y un extra que conforma el prólogo y el épilogo.

## Historias
- Agua Flotante (浮遊する水; Fuyū Suru Mizu), la inspiración del los filmes Dark Water de Hideo Nakata y el posterior remake americano de Walter Salles. Una madre joven y su hija se mudan a un apartamento tras un turbulento divorcio. La madre descubre la desaparición de una niña en el edificio tiempo atrás, y comienza a investigar la misma, así como la relación con una serie de sucesos extraños que la rodean.

- La Isla Solitaria.- Un joven intenta descubrir la verdad detrás del alarde de su amigo muerto que dejó a su novia desnuda en la isla artificial de Odaiba, en medio del Golfo de Tokio.

- La Bodega.- Un pescador que golpea a su esposa e hijo trata de descubrir la razón oculta tras la desaparición de su mujer, así como por qué tiene un dolor palpitante en la cabeza.

- Crucero de Ensueño.- Una pareja invita a un minicrucero a un joven para atraerlo en un esquema de ventas piramidal. De pronto, comienzan a pasar cosas extrañas en el barco. Esta historia fue adaptada para un episodio de la serie Masters of Horror, de Showtime, el cual fue dirigido por Tsuruta Norio.

- A la Deriva.- La tripulación de un barco pesquero avista un yate abandonado, en una situación que se asemeja al caso del barco Mary Celeste.

- Acuarelas.- Una compañía aficionada de teatro organiza una obra en una discoteca convertida, pero cosas extrañas comienzan a pasar en la planta superior.

- El Bosque Bajo el Mar.- En dos partes (1975 y 1995), cuenta la historia de dos espeleólogos que descubren una cueva inexplorada en la que quedan atrapados. Única historia de la colección sin elemento sobrenatural, en la que Suzuki aquí explora las emociones del arrepentimiento y la nostalgia.

- Datos: Q2736439